# Kirchberg an der Raab
Kirchberg an der Raab è un comune austriaco di 4 409 abitanti nel distretto di Südoststeiermark, in Stiria. Il 1º gennaio 2015 ha inglobato i comuni soppressi di Fladnitz im Raabtal, Oberdorf am Hochegg e Studenzen e la località di Oberstorcha, già frazione del comune soppresso di Oberstorcha.